# Paruma
El Paruma és un estratovolcà que es troba a la frontera de Bolívia i Xile. Forma part d'una carena que conté diversos estratovolcans. Paruma es troba a l'extrem oriental de la carena, amb Olca a l'oest. L'antic volcà Paruma es troba a l'est de Paruma. Paruma ha estat clarament actiu durant l'Holocè, amb moltes colades de lava morfològicament joves als seus flancs. També té fumaroles persistents. Una colada de lava en particular s'estén durant 7 km al sud-est del cim. L'activitat històrica al llarg de la carena s'ha limitat a una erupció de 1865 a 1867, el caràcter de la qual no es coneix amb precisió.